# Juan Bautista de Bassecourt y Baciero
Juan Bautista de Bassecourt y Baciero (Alacant, 1818 - 1870) fou un aristòcrata i polític valencià, comte de Santa Clara i baró de Mauals i Petrés. Era fill d'Andrés María de Bassecourt y Burguinio, III comte de Santa Clara i baró de Maials, i María Antonia Baciero y Fernández de Córdoba, baronessa de Petrés. Heretà els títols dels seus pares i com a conseqüència era un dels principals contribuents d'Alacant. Fou membre del Partit Moderat, amb el que fou escollit regidor de l'ajuntament d'Alacant i membre de la Comissió d'Instrucció Pública. El 1846 fou president de la "Compañía Alicantina de Fomento" i el 1858 governador civil de la província d'Alacant i membre de la Societat Constructora del ferrocarril Aranjuez-Alacant. També fou president de la Diputació d'Alacant de gener a juliol de 1858, de gener a abril de 1867 i de juliol a setembre de 1868. Després de la revolució de 1868 deixà la política i morí poc després. Va tenir com a nets el polític Alfonso de Sandoval y Bassecourt i l'artista i diplomàtic Manuel Harmsen Bassecourt.